# Bulbophyllum mirandaianum
Bulbophyllum mirandaianum é uma espécie de orquídea (família Orchidaceae) pertencente ao gênero Bulbophyllum. Foi descrita por Frederico Carlos Hoehne em 1947.